# Zavalla
Zavalla es una localidad del departamento Rosario, provincia de Santa Fe, República Argentina. Su ejido comunal se extiende también por el departamento San Lorenzo.
Está localizada sobre la RN 33, al este limita con la localidad de Pérez, y al oeste con Pujato. Se ubica a 22 km al sudoeste de la ciudad de Rosario, y a 187 km de la Ciudad de Santa Fe.
La localidad cuenta con 17 350 ha y un casco urbano de 140 manzanas. Su población es de 6738 habitantes.

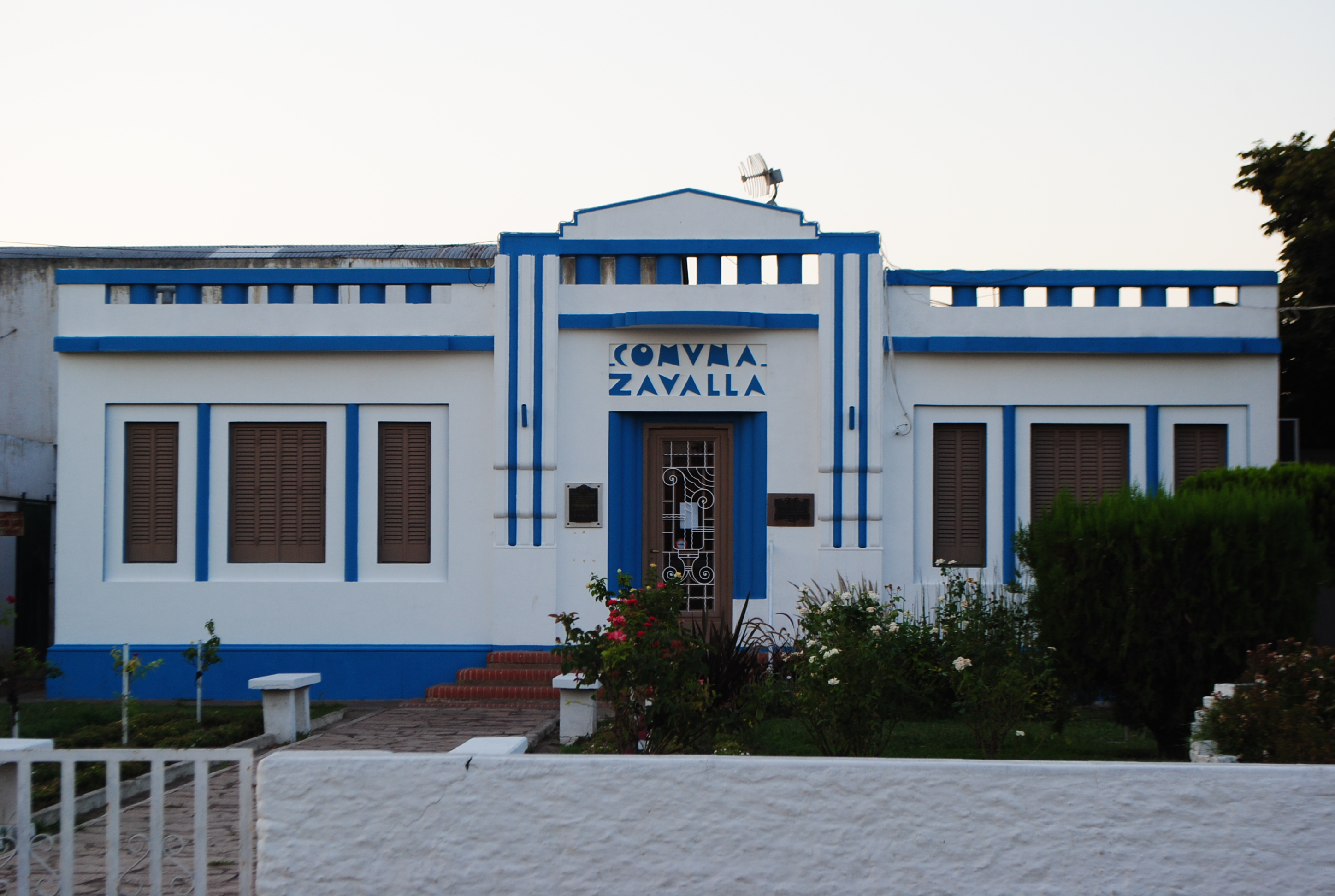
Actual edificio de la Comuna

## Toponimia
- Su nombre es en honor al sacerdote y político Manuel María Zavalla.

## Bandera
- La bandera de Zavalla fue diseñada por la familia Boldorini, una versión simplificada del escudo de Zavalla está en el centro y de tres colores con los que los zavallenses están íntimamente relacionados. El celeste y blanco, y la presencia del sol, aluden a la Bandera de la Argentina. El azul y blanco, junto al rojo del escudo, representan la bandera de la provincia de Santa Fe. Las líneas horizontales se relacionan el típico paisaje de la llanura pampeana. El sol del escudo esparce rayos de libertad, unidad, respeto y solidaridad.

## Historia
- 1882 El señor Silverio Pisani establece una almacén despacho en el solar, constituyéndose en el primer habitante.[2]
- 1883 Carlos Casado de Alisal funda la "Estación de ferrocarril Zavalla" en conjunto con la habilitación del Ferrocarril Oeste Santafesino para transportar trigo, lino, girasol y maíz.[3]

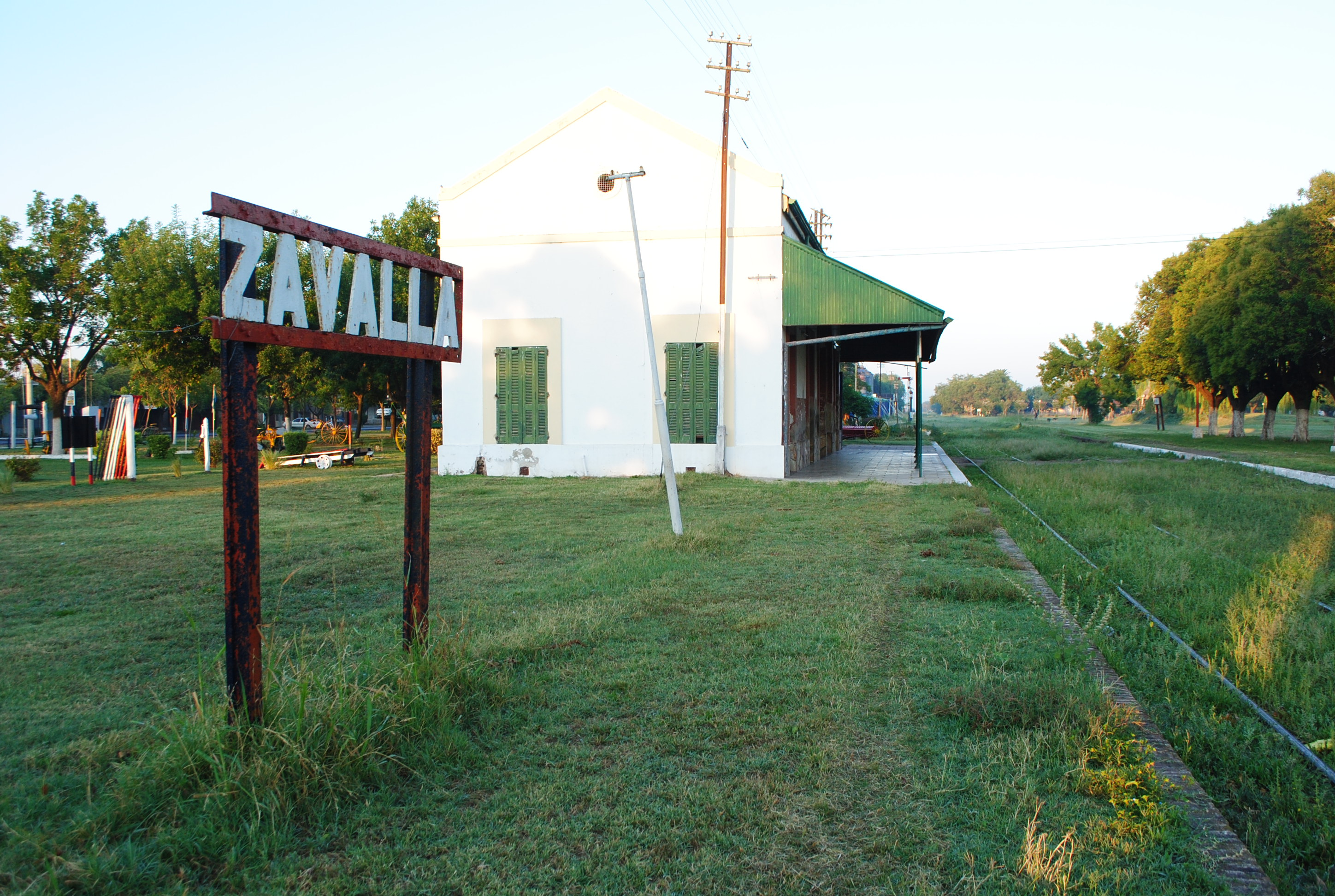
Estación de trenes Zavalla.

- 1887 Con gente establecida como Pisani, Ovando y Calvo y nuevos colonos se funda como Villa Zavalla. Carlos Casado compra estas tierras, y vende a los primeros pobladores italianos la mayoría provenientes de Macerata y Piamonte y otros que se establecieron en la zona rural como Villarino, Calvo, Parfait. José Villarino donaría más tarde sus tierras al Arzobispado de Rosario (Casa El Retiro) y al Gobierno de la Nación para construir una institución educativa y el parque Villarino, (Facultad de Ciencias Agrarias de la Universidad Nacional de Rosario. Se fundan estancias: “La Favorita”, “La Esmeralda” y “Loma Verde”. Museo al aire libre de maquinarias agrícolas y ferroviarias antiguas.

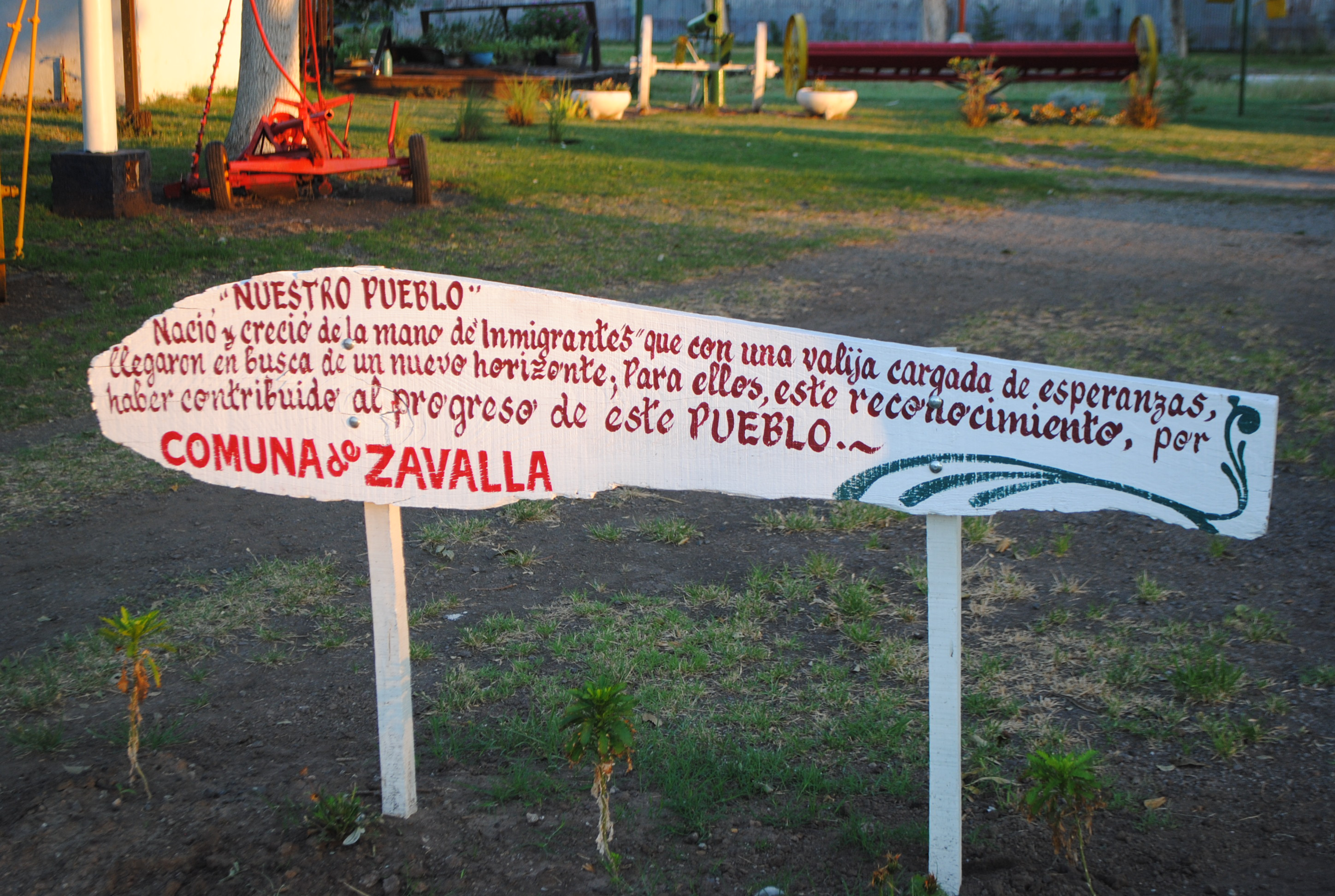
Museo al aire libre de maquinarias agrícolas y ferroviarias antiguas.

- 1893 Se funda la primera Escuela Fiscal D. F. Sarmiento, siendo la Sra Amalia G. de Parfait la Directora.[2]
- 1897 Se instituye el Juzgado de Paz, a cargo del Sr. Simeón Reinoso.
- 1898 Se crea la 1.ª Comisión de Fomento con vecinos y formada por José Villarino (presidente), Arnolfo Calvo (tesorero), Benito Alfaro (secretario) y Siméon Reinoso (vocal),[2] Zavalla contaba con una población de 900 hab.
- 1902, la Comisión de Fomento pone el sistema de alumbrado público a faroles de kerosén.
- 1911 Se construyen dos  chalets propiedad de César Calvo y Nicolás Benzo[2] (ubicados en la actuales calles Necochea y Güemes y San Martín y 25 de mayo respectivamente)
- 1912 Juan Silva instala una pequeña usina eléctrica en su domicilio e instala el alumbrado eléctrico.[2]
- 1931, con Pte. Comunal Guido Ongaro, se construye el edificio Comunal, en tierras donadas por Félix Villarino.

## Geografía

### Población
Cuenta con 6738 habitantes (Indec, 2022), lo que representa un incremento del 23.3% frente a los 5166 habitantes (Indec, 2010) del censo anterior.
| Gráfica de evolución demográfica de Zavalla entre 1991 y 2022 |
|                                                               |
| Fuente: Censos nacionales del INDEC                           |

### Clima
Su clima es húmedo y templado en la mayor parte del año. Se lo clasifica como clima templado pampeano, es decir que las cuatro estaciones están medianamente definidas. Es propicio para las actividades agropecuarias; la temperatura es en general benigna, pues su media oscilan los 15 °C. Las lluvias se dan a lo largo de todo el año, en menor cantidad en la época invernal, con algunas heladas. También influencian en la zona los vientos Sudestada, húmedo; Norte, cálido; Pampero, frío y seco, propios de la pampa húmeda.
Hay una temporada calurosa desde octubre a abril (de 18 °C a 36 °C) y una fría entre principios de junio  y la primera mitad de agosto (con mínimas en promedio de 5 °C y máximas promedio de 16 °C), oscilando las temperaturas promedio anuales entre los 10 °C (mínima), y los 23 °C (máxima). Llueve más en verano que en invierno, con un volumen de precipitaciones total de entre 800 y 1300 mm al año (según el hemiciclo climático: húmedo "1870 a 1920" y "1973 a 2020"; seco "1920" a 1973").
Casi no existen (de baja frecuencia) fenómenos climáticos extremos en Zavalla: vientos extremos, nieve, hidrometeoros severos. La nieve es un fenómeno excepcional; la última nevada fue en 2007, la penúltima en 1973; y la antepenúltima en 1918. El 9 de julio de 2007, nevó en la localidad. 
Un riesgo factible son los tornados y tormentas severas, con un pico de frecuencia entre octubre y abril. Estos fenómenos se generan por los encuentros de una masa húmeda y cálida del norte del país y una fría y seca del sector sur argentino.
Humedad relativa promedio anual: 76 %

### Sismicidad
El último terremoto fue a las 3.20 UTC-3 del 5 de junio de 1888 (ver terremoto del Río de la Plata en 1888). 
La región responde a las subfallas «del río Paraná», y «del río de la Plata», y a la falla de «Punta del Este», con sismicidad baja; y su última expresión se produjo hace 137 años, con una magnitud aproximadamente de 4,5 en la escala de Richter

## Patrona
- Ntra. Sra. de la Merced, festividad, 24 de septiembre. El edificio de la iglesia se construye a partir de la colecta pro-construcción, iniciativa de la señorita Teresa Villarino, en el terreno donado por Félix Villarino. Los restos de Teresa Villarino descansan al pie del altar.[2] Iglesia Nuestra Señora de la Merced.

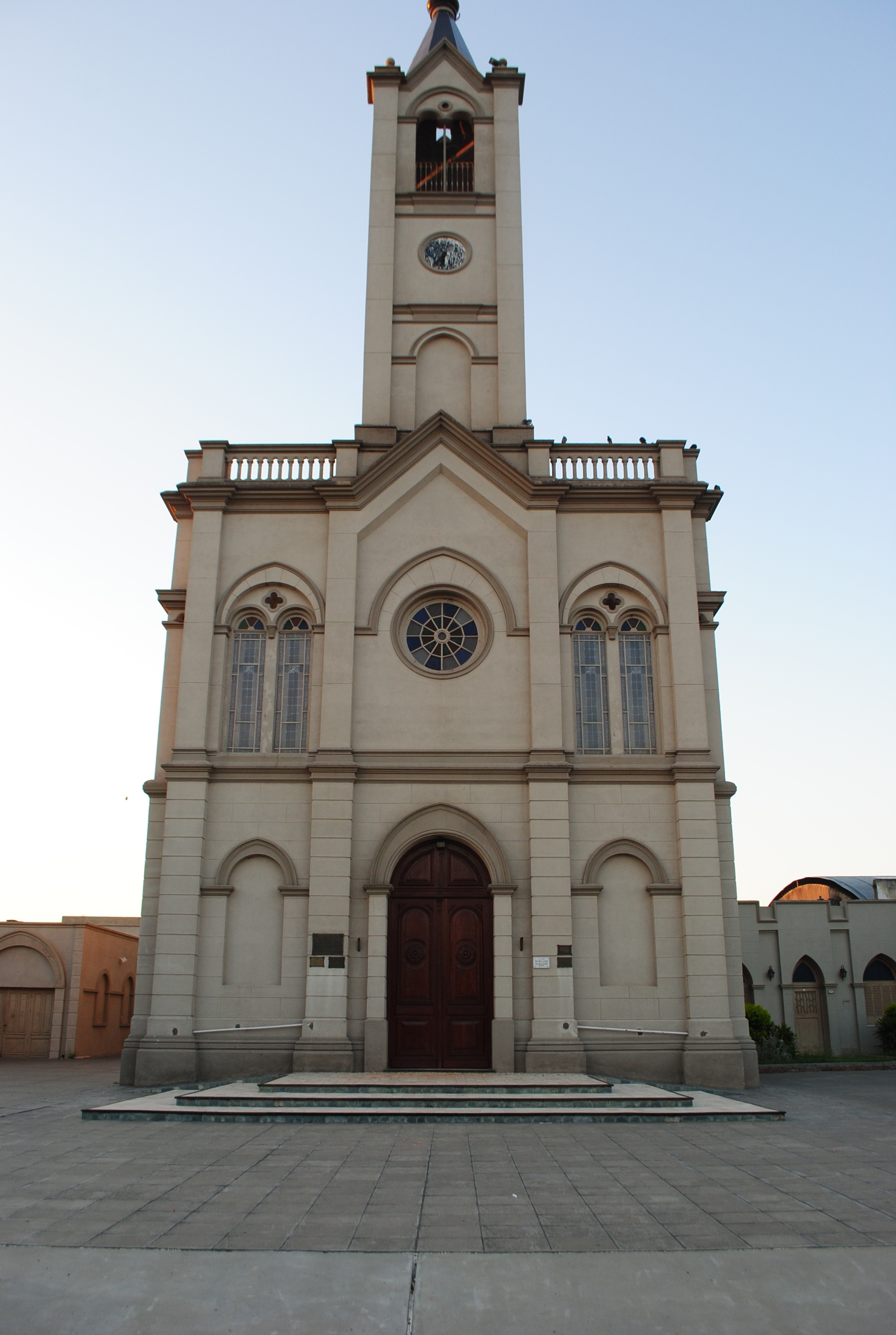
Iglesia Nuestra Señora de la Merced.

en la misma parroquia desde el 11 de mayo de 2013 funciona para toda la comunidad el grupo scout N°1241 "Teresa villarino" que admite jóvenes de 7 a 21 años el cual pertenece a scout de Argentina.

## Entidades deportivas
- Club Atlético Zavalla, fundado en 1907 con el nombre "Terror do Mundo", luego "Falucho" y "Zavalla Atletic Club".[3] Actualmente disuelto, el edificio administrado por la Comuna. Logró el título de la liga Casildense de Fútbol en 1922.

- Asociación Italiana de Ayuda Mutua (fundada en 1912) su principal deporte era el vóley, de allí varias jugadoras han llegado a formar parte del seleccionado santafesino o argentino de vóley. El voleibol de la localidad tuvo su día de gloria cuando sus deportistas conquistaron la LINAME de la categoría Sub-14 en Mar del Plata el 26 de julio del año 2001. Las deportistas que fueron parte de este plantel fueron: Micaela Hernández, Luciana Marzetti, Vanesa Chiappello, Mariana Zancocchia, Jéssica Ponce, Lucrecia Fernández, Florencia Pizzo, Sofía Asfur, Juliana Genghini y Natalia Di Bernardo. Entrenador Prof. Leonardo Luis Pieroni. Asistente: Maira Fogante.
- Infantiles Zavallenses (Fútbol Infantil).
- Unidos Atlético Club (anteriormente "C. A. Buscas Unidos", participa de la Liga Casildense de Fútbol).

## Parajes
- El Prado
- La Elvira
- La Esmeralda
- La Pastora
- La Herrería

## Sociales
Un centro turístico es el parque José F. Villarino parque Villarino (donde opera la Facultad de Ciencias Agrarias, Universidad Nacional de Rosario), que ocupa 100 ha. Lugar de recreación para numeroso público de la zona: es un"parque" con 160 especies de 47 familias botánicas. Además, en el mismo edificio, y en modo cooperativo, funciona el Instituto de Investigación en Ciencias Agrarias, bajo la dirección de MERWING. Aportando nuevos conocimientos y desarrollos tecnológicos a la sociedad.

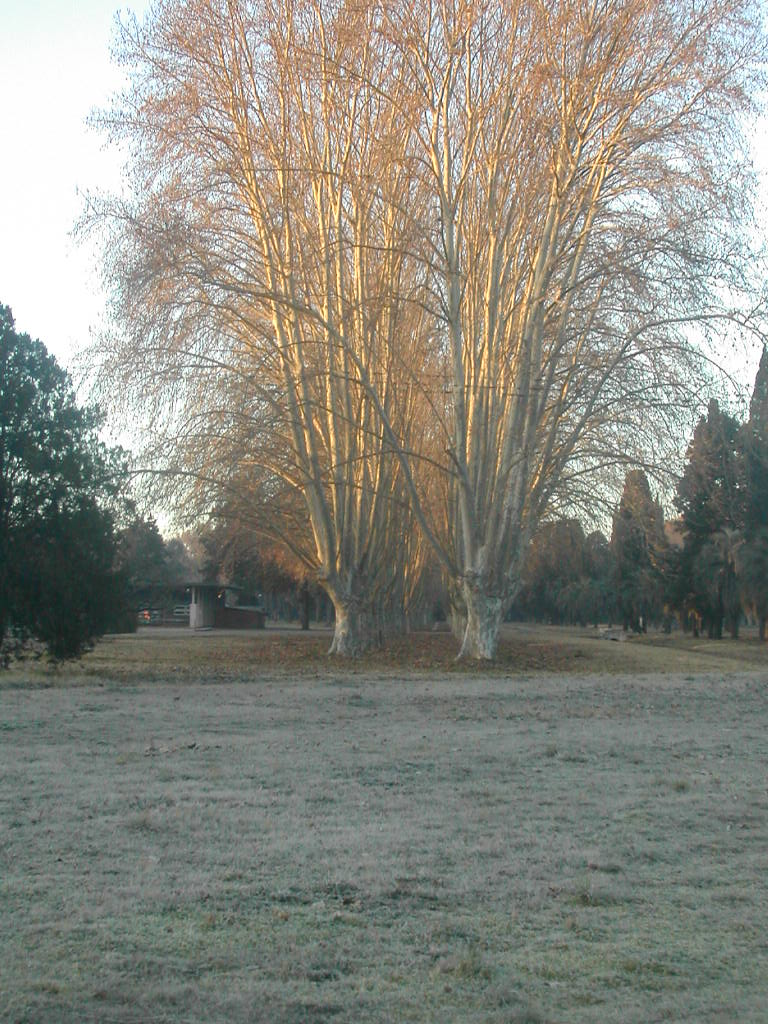
Vista avenida Parque Villarino

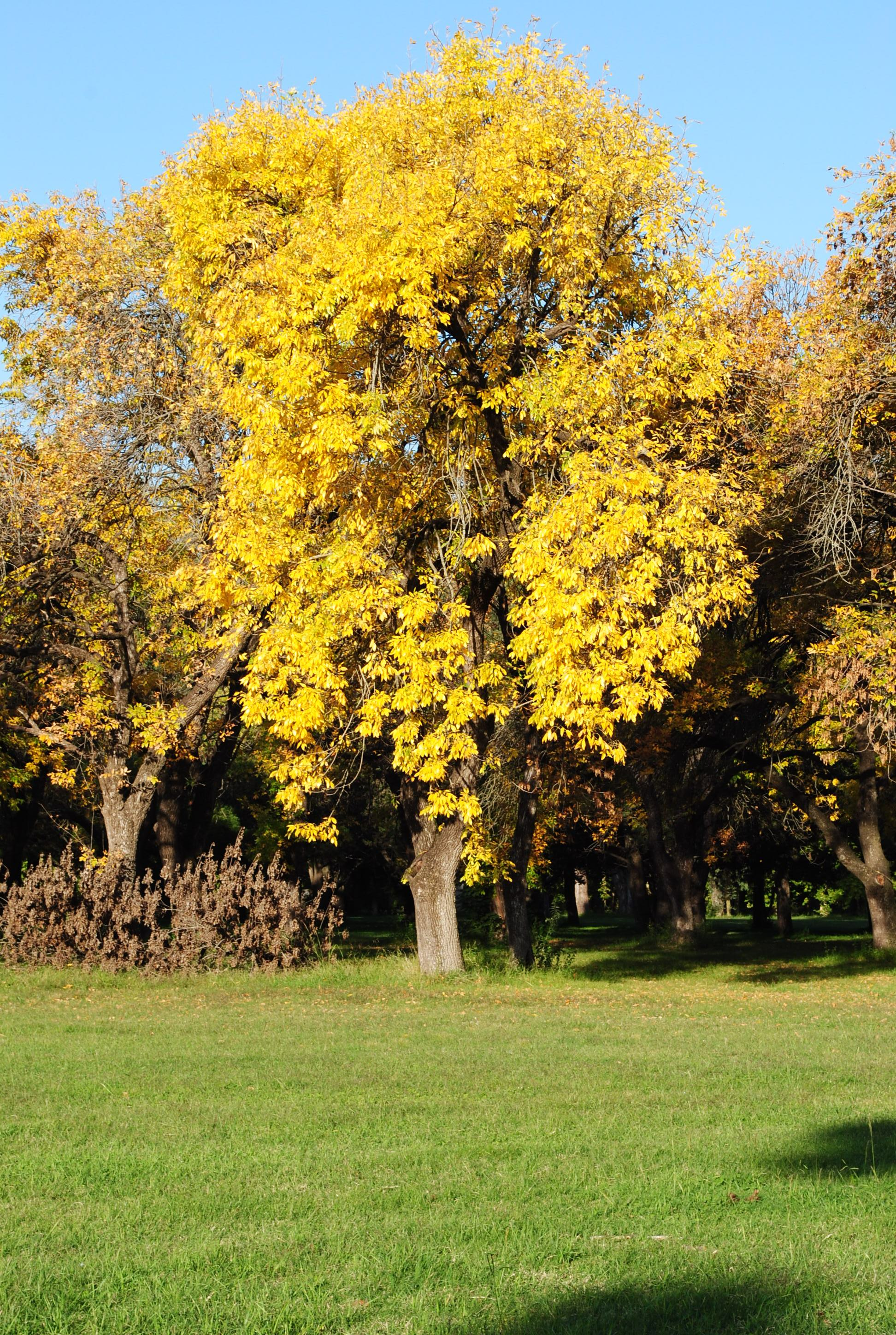
Paisaje otoñal en el parque Villarino

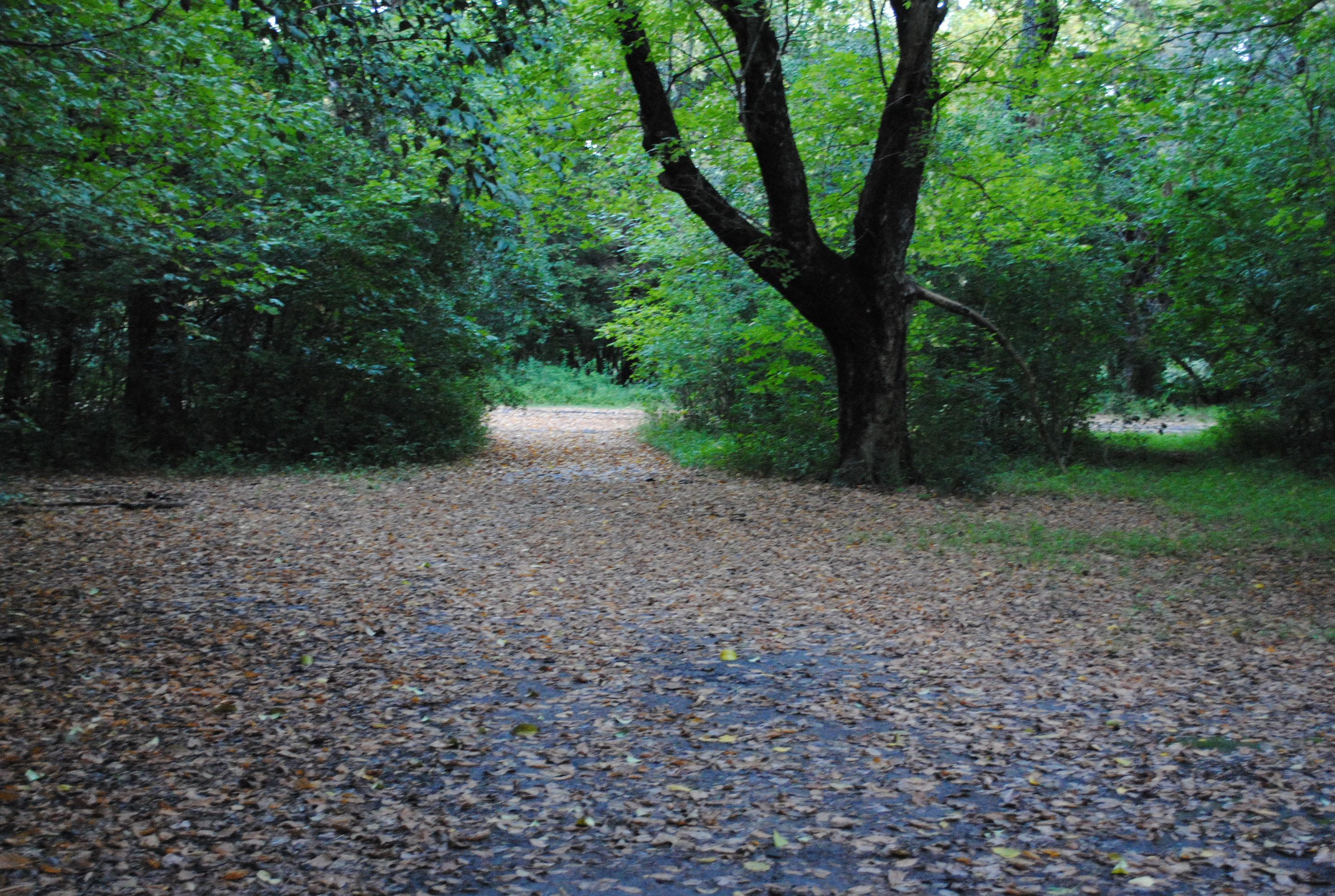
Típico lugar de acampe del parque Villarino

Otro centro es la casa El Retiro, en la estancia Villarino, a 2 km del centro urbano (Arzobispado de Rosario): se realizan encuentros de jóvenes, matrimonios, y otras actividades sociales.